# The Elder Scrolls IV: Shivering Isles
The Elder Scrolls IV: Shivering Isles (с англ. — «Древние свитки 4: Дрожащие острова») — официальное дополнение к ролевой игре The Elder Scrolls IV: Oblivion.

## Общее описание
Дрожащие Острова (англ. Shivering Isles) — один из планов Обливиона, царство даэдрического принца Шеогората, который считается покровителем безумцев и большим шутником.
Все земли Дрожащих островов разделены на три части, Предел и ещё два, являющиеся противоположностями друг друга: Манию и Деменцию. Жители Мании вспыльчивы, горделивы и склонны к зависимостям. Их идеалы — роскошь и удовольствие. В этих землях находят приют безумные художники, артисты, писатели и простые обыватели. А пессимистичные граждане Деменции, напротив, кротки и несчастны, склонны к фобиям и трагичному восприятию мира. Но они добры, понятливы, чего не скажешь о жителях Мании. В Пределе есть Страж врат, который охраняет врата в Манию и Деменцию.
Признанная жемчужина Дрожащих островов — древний город Нью-Шеот, во время сюжета игры являющийся столицей царства. Город поделён на три части — Блисс, Крусибл и Дворец, являющийся резиденцией Шеогората, а также герцогов и герцогинь.
Блисс — район Нью-Шеота, принадлежащий Мании. Золочёные улицы, сверкающие парапеты, улыбчивые жители, струящиеся фонтаны — всё это особенности Блисса. Полная противоположность Блисса — Крусибл, район Нью-Шеота, занятый жителями Деменции. Тусклые, грязные улицы, смрад, печальные и озлобленные лица являются его неотъемлемой частью. Дворец поделён на две части, символизирующих две стороны Шеогората. Около главной лестницы находятся два скопления блестящих кристаллов.
Повсюду патрулируют Золотые святые и Тёмные соблазнители Как только они поймают нарушителя, они предоставят ему выбор: заплатить денежный штраф (при этом у преступника изымаются все краденые вещи), сопротивляться аресту (тогда преступнику придётся сражаться со всеми стражниками Островов) или отправиться в подземелья. Провинившихся оставляют в недрах катакомб без оружия и доспехов. Если им удастся выбраться оттуда живыми — все штрафы и обвинения с них снимают, в противном случае они погибают в подземелье.
Для того, чтобы узнать, достоин ли иной искатель приключений пройти в царство Безумия, была создана специальная закрытая область — Предел. Врата на Острова охраняет Страж Врат — могущественное существо, созданное «волшебницей Плоти», Релминой, из частей тел различных существ. Ключи к Вратам Безумия (ведущим, собственно, на сами Дрожащие Острова) вшиты в тело Стража Врат, поэтому право пройти в земли Шеогората предоставится только тем, кто сможет его убить, что на деле практически невозможно, однако вам предстоит это сделать.

## Сюжет
Как только до героя дойдёт слух о «странной двери» в Нибенейской бухте, он сразу же отправляется на место. Необычная дверь находится на небольшом островке, поэтому добраться туда нелегко. Около двери стоит на посту стражник, предупреждающий об опасности. В подтверждении его слов, из мерцающего огонька тут же выбегает данмер в рваной одежде. Он произносит пылкую параноидальную речь и, подытожив её заявлением о необходимости кого-нибудь убить, нападает на наблюдающих. Недолго думая, стражник его убивает. Мгновение спустя к герою обращается сам Шеогорат, приглашая пройти в его царство. Зайдя в дверь, игрок оказывается в тёмном помещении. В центре комнаты расположен стол с двумя стульями. На одном из них сидит некий Хаскилл. Хаскилл, при попытке заговорить с ним, приглашает присесть. После выполнения его просьбы, Хаскилл рассказывает герою о Дрожащих островах. Рассказ сопровождается тиканьем странного метронома. Как только Хаскилл исчезает, стены комнаты тут же превращаются в огромную стаю бабочек, разлетающихся в стороны, а метроном замирает. Тогда герою становится ясно, что он уже находится на Дрожащих Островах.
Пройдя по извилистой тропе, игрок оказывается в деревушке Пасваль. Пытаясь узнать главного в деревне, герой перебрасывается приветствиями с двумя мужчинами, стоящими около подножия лестницы. Они зовут героя с собой, посмотреть что-то очень интересное. Поднявшись по лестнице, герой видит огромных размеров существо, разящее искателей приключений в стальных доспехах. Протагонист расспрашивает о нём мэра города — Шелдена, который поведает о существе некоторые общие детали. Далее игрок либо сам убивает монстра, но это довольно сложно, либо узнает у местных жителей некоторые секреты и подробности и, не без сторонней помощи, побеждает Стража Врат и переходит в царство принца Безумия.
По мере прохождения основного квеста дополнения, игроку раскрывается всё больше и больше деталей. Он узнаёт о Сером Марше, о Джигаллаге, о Порядке и о двойственной натуре Шеогората. Каждую тысячу лет, Джигаллаг в истинном обличье возвращается на Дрожащие Острова, чтобы предать все их земли Порядку. На сей раз принц Безумия твёрдо намерен разорвать цепь событий.

## Отзывы
| Сводный рейтинг | Сводный рейтинг | Сводный рейтинг |
| Издание         | Оценка          | Оценка          |
| Издание         | PC              | Xbox 360        |
| --------------- | --------------- | --------------- |
| GameRankings    | 86,52 %         | 87,62 %         |